# Lahnsattelstraße
De Lahnsattelstraße B23 is een Bundesstraße in de Oostenrijkse deelstaten Stiermarken en Neder-Oostenrijk.
De weg verbindt Mürzzuschlag via Kapellen met Mariazell, de weg is 26,8 km lang.

## Routebeschrijving
StiermarkenDe B23 begint op afrit Mürzzuschlag-West van de S6 en loopt door Mürzzuschlag, Neuberg an der Mürz en Mürzsteg waarna ze de deelstaatgrens met Neder-Oostenrijk bereikt.
Neder-OostenrijkDe B23 loopt verder door Lahnsattel en over de gelijknamige pas voor ze eindigt in Terz op een kruising met de B21.

## Geschiedenis
Door een besluit de deelstaatsregering van Stiermarken werd de weg tussen de Niederalpl en Gußwerk opgewaardeerd tot Bezirksstraße 1e Klasse Sinds 1 april 1938 werd de weg, zoals alle voormalige Bezirksstraßen 1e Klasse in Stiermarken hernoemd naar Landstraße.
Het noordelijke gedeelte van Terz via de Lahnsattel tot aan de deelstaatsgrens bij Frein werd op 17 oktober 1940 door Fritz Todt, een Duitse inspecteur, tot Landstraße Ie Klasse benoemd.
De Lahnsattel Straße behoort sinds 1 januari 1950 tot de lijst van Bundesstraßen in Oostenrijk, tegenwoordig is het weer een Landesstraße.
B1 · 
B2 · 
B3 · 
B4 · 
B5 · 
B6 · 
B7 · 
B8 · 
B9 · 
B10 · 
B11 · 
B12 · 
B13 · 
B14 · 
B15 · 
B16 · 
B17 · 
B18 · 
B19 · 
B20 ·  
B21 · 
B22 · 
B23 · 
B24 · 
B25 · 
B26 · 
B27 · 
B28 · 
B29 · 
B30 · 
B31 · 
B32 · 
B33 · 
B34 · 
B35 · 
B36 · 
B37 · 
B38 · 
B39 · 
B40 · 
B41 · 
B42 · 
B43 · 
B44 · 
B45 · 
B46 · 
B47 · 
B48 · 
B49 · 
B50 · 
B51 · 
B52 · 
B53 · 
B54 · 
B55 · 
B56 · 
B57 · 
B58 · 
B59 · 
B60 · 
B61 · 
B62 · 
B63 · 
B64 · 
B65 · 
B66 · 
B67 · 
B68 · 
B69 · 
B70 · 
B71 · 
B72 · 
B73 · 
B74 · 
B75 · 
B76 · 
B77 · 
B78 · 
B79 · 
B80 · 
B81 · 
B82 · 
B83 · 
B84 · 
B85 · 
B86 · 
B87 · 
B88 · 
B89 · 
B90 · 
B91 · 
B92 · 
B93 · 
B94 · 
B95 · 
B96 · 
B97 · 
B98 · 
B99 · 
B100 · 
B105 · 
B106 · 
B107 · 
B108 · 
B109 · 
B110 · 
B111 · 
B113 · 
B114 · 
B115 · 
B116 · 
B117 · 
B119 · 
B120 · 
B121 · 
B122 · 
B123 · 
B124 · 
B125 · 
B126 · 
B127 · 
B129 · 
B130 · 
B131 · 
B132 · 
B133 · 
B134 · 
B135 · 
B136 · 
B137 · 
B138 · 
B139 · 
B140 · 
B141 · 
B142 · 
B143 · 
B144 · 
B145 · 
B146 · 
B147 · 
B148 · 
B149 · 
B150 · 
B151 · 
B152 · 
B153 · 
B154 · 
B155 · 
B156 · 
B158 · 
B159 · 
B160 · 
B161 · 
B162 · 
B163 · 
B164 · 
B165 · 
B166 · 
B167 · 
B168 · 
B169 · 
B170 · 
B171 · 
B172 · 
B173 · 
B174 · 
B175 · 
B176 · 
B177 · 
B178 · 
B179 · 
B180 · 
B181 · 
B182 · 
B183 · 
B184 · 
B185 · 
B186 · 
B187 · 
B188 · 
B189 · 
B190 · 
B191 · 
B192 · 
B193 · 
B197 · 
B198 · 
B199 · 
B200 · 
B201 · 
B202 · 
B203 · 
B204 · 
B205 · 
B209 · 
B210 · 
B211 · 
B212 · 
B213 · 
B214 · 
B215 · 
B216 · 
B217 · 
B218 · 
B219 · 
B220 · 
B221 · 
B222 · 
B223 · 
B224 · 
B225 · 
B226 · 
B227 · 
B228 · 
B229 · 
B230 · 
B303 · 
B305 · 
B309 · 
B310 · 
B311 · 
B316 · 
B317 · 
B319 · 
B320